# Rafael Delgado (Schriftsteller)

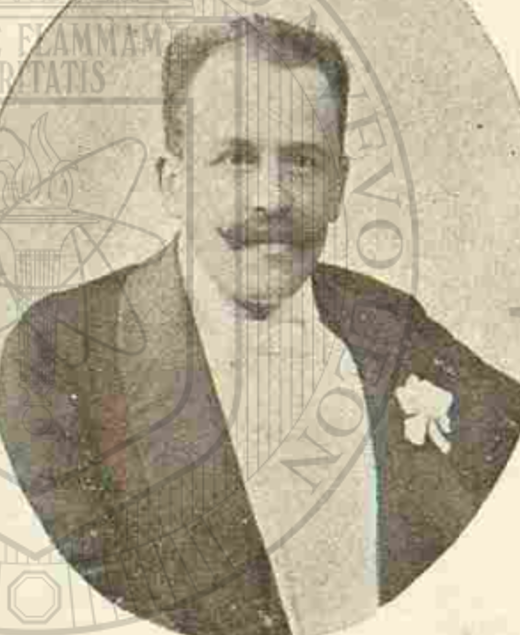
Rafael Delgado, 1902

Ángel de Jesús Rafael Delgado (* 20. August 1853 in Córdoba, Veracruz; † 20. Mai 1914 in Orizaba, Veracruz) war ein mexikanischer Schriftsteller und Lyriker. Er wurde 1896 in die Academia Mexicana de la Lengua (span. für Mexikanische Sprachakademie) berufen und war stark von Alphonse Daudet beeinflusst.

## Leben
Rafael Delgado wurde am 20. August 1853 als Sohn von Pedro Pablo Delgado und María de Jesús Sainz Herosa geboren, die beide aus angesehenen und wohlhabenden Familien der mexikanischen Stadt Córdoba stammten. Sein Großvater väterlicherseits war Bürgermeister von Córdoba, als der Vertrag von Córdoba unterzeichnet wurde. 
Der kleine Rafael war noch keine zwei Monate alt, als seine Familie nach Orizaba verzog, wo der Schriftsteller aufwuchs und auch die meiste Zeit seines Lebens verbrachte. Im Januar 1865 wurde der Junge nach Mexiko-Stadt geschickt, wo er das seinerzeit renommierte Colegio de Infantes de la Colegiata de Guadalupe besuchte. Als seine Familie jedoch in finanzielle Schwierigkeiten geraten war, musste der Junge nach Orizaba zurück, wo er im Mai 1868 dem wiedereröffneten Colegio Nacional de Orizaba beitrat.
In den 1880er-Jahren arbeitete Delgado in der literarischen Abteilung der 1881 in Orizaba gegründeten Sociedad Sánchez Oropeza. 
Auch als Erwachsener lebte Delgado noch einmal eine Zeitlang in Mexiko-Stadt sowie in Mexikos zweitgrößter Stadt Guadalajara, wo er auf Wunsch des mit ihm befreundeten Schriftstellers José López Portillo y Rojas im Bildungsministerium von Jalisco arbeitete. Seine Erkrankung an Arthritis führte ihn jedoch wieder in seine langjährige Heimatstadt Orizaba zurück, in der er 1914 im Alter von 60 Jahren verstarb.

## Rezeption
Sein erstes literarisches Werk Mi vida en soledad (span. für Mein Leben in der Einsamkeit) wurde 1879 veröffentlicht. 
Sein erster Roman La Calandria wurde 1889 in der Revista Nacional de Letras y Ciencias (span. für Nationale Zeitschrift für Briefe und Wissenschaften) veröffentlicht und erschien 1891 als Buch. Es gilt als ein Juwel der modernen mexikanischen Literatur. Der Roman handelt von einer jungen Frau, die ihre Mutter früh verlor und von einer Frau namens Pancha aufgezogen wurde.
Auch sein zweiter Roman Angelina erschien 1894 zunächst auszugsweise in einer Zeitung und wurde 1895 als Buch veröffentlicht. Der Roman erzählt die unerfüllte Liebesgeschichte eines jungen Mannes namens Rodolfo, der als Ich-Erzähler fungiert. Nachdem er in Mexiko-Stadt studiert hatte, kehrt er in seine Heimatstadt zurück und lernt Angelina kennen, in die er sich verliebt. Doch seine Liebe ist vergeblich, weil sie das Ordensgelübde ablegt und sich für das Leben im Kloster entscheidet. Das Werk weist Parallelen zu dem erfolgreichen Roman María des kolumbianischen Schriftstellers Jorge Isaacs auf und scheint von diesem beeinflusst zu sein.

## Werke (Auswahl)
- Mi vida en soledad. 1879.
- La Calandria. 1891.
- Angelina. 1895.
- Las parientes ricos. 1901.
- Historia vulgar. 1904.